# Scream Bloody Gore
Scream Bloody Gore debitantski je studijski album američkog death metal-sastava Death. Album je 25. svibnja 1987. godine objavila diskografska kuća Combat Records. 
Glavni tekstopisac i pjevač Chuck Schuldiner napisao je sve pjesme, te odradio svaki instrument osim bubnjeva. Ovaj su album obožavatelji i kritičari proglasili uvjerljivo prvim death metal albumom.

## Popis pjesama
1. "Infernal Death" – 2:54
2. "Zombie Ritual" – 4:35
3. "Denial of Life" – 3:37
4. "Sacrificial" – 3:43
5. "Mutilation" – 3:30
6. "Regurgitated Guts" – 3:47
7. "Baptized in Blood" – 4:31
8. "Torn to Pieces" – 3:38
9. "Evil Dead" – 3:01
10. "Scream Bloody Gore" – 4:35

## Zasluge
Death
- Chuck Schuldiner — bas-gitara, prva gitara, ritam gitara, vokali
- Chris Reifert — bubnjevi

Ostalo osoblje
- Steve Sinclair — izvršni producent
- Edward Repka — dizajn, ilustracije
- Randy Burns — producent
- John Hand — naveden kao ritam gitarist, iako zapravo nije svirao na albumu